# ソル・モナージュ
『ソル：モナージュ』 (SOL MOONARGE) は、1994年1月7日に日本のアイレムから発売されたPCエンジンSUPER CD-ROM2用ロールプレイングゲーム。通称「ソルモナ」。
主人公の剣士「ソレイユ」を操作し、国宝の太陽の剣を持ち出したまま行方不明となった予言者サージを捜し出す事を目的としている。アイレムが刊行していたファンクラブ会報『ドラゴンフライ』内の1コーナー「みんなで作ろうRPG」において、一般ユーザーから募集したアイデアを元に製作されたゲーム。ゲームタイトルはゲーム誌『月刊PCエンジン』誌上で募集された。
開発はアイレムが行い、企画・シナリオは佐藤修（さとうしゅう）が担当、音楽はスーパーファミコン用ソフト『がんばれ大工の源さん』（1993年）を手掛けた平嶋理経が担当、キャラクター・デザインはスーパーファミコン用ソフト『SUPER R-TYPE』（1991年）や『ダイナウォーズ 恐竜王国への大冒険』（1992年）を手掛けた漫画家の風上旬が担当している。
アイレムが1994年にゲーム開発から一旦撤退した時期と重なり、会社の事情により販売本数が極端に少なく、市場から姿を一瞬で消した。1年後、NECホームエレクトロニクスより、名作限定版として再版されたがコレクター性が高く、なかなか市場に出回らずプレミアムソフトとなっている。
2008年に携帯電話ゲームとして移植され、Yahoo!ケータイ版はエグゼクリエイトから、iモード版はコトブキソリューションから配信された。

## ゲーム内容
地震が多発し人々が不安に陥っている王国を舞台に、国宝の太陽の剣を持ち出したまま行方不明となっている予言者サージを捜し出す事を王様から依頼され、剣士ソレイユが旅に出るという内容。
フィールドには昼夜の概念があり、時間の経過とともに変化するシステムとなっている。戦闘はコマンド選択式のオーソドックスなものであるが、戦闘時に選択したコマンドの回数によってキャラクターのタイプが変化していく事を特徴としており、攻撃コマンドが多い場合は戦士タイプ、魔法コマンドが多い場合は魔法使いタイプとなる。また、逃げるコマンドを多用した場合は盗賊タイプとなる。
その他、IIボタンを押す事でフィールドを早く移動する事が可能となる。

## 登場人物
ソレイユ
- 声 - 田中亮一

ソニア
- 声 - 緑川光

ルナ&ルーン
- 声 - 潘恵子

マッピー
- 声 - 川島千代子

パスタ
- 声 - 小山裕香

ノース
- 声 - 柴田秀勝

シルバー
- 声 - 塩沢兼人

ブラック
- 声 - 神谷明

ナレーター
- 声 - 家弓家正

ポンチ
- 声 - 増田有宏

ボンゴレ
- 声 - 石川英郎

英語ナレーター
- 声 - えがわたか

## 移植版
| No. | タイトル                                     | 発売日         | 対応機種                           | 開発元           | 発売元                 | メディア                             | 型式 | 備考 |
| --- | -------------------------------------------- | -------------- | ---------------------------------- | ---------------- | ---------------------- | ------------------------------------ | ---- | ---- |
| 1   | ソル：モナージュ 2章 剣士ソレイユの章        | 2008年3月12日  | SoftBank 3G （S!アプリ）           | エグゼクリエイト | エグゼクリエイト       | ダウンロード （遊んで★ファンタジア） | -    |      |
| 2   | ソル：モナージュ 番外編 ピノの冒険           | 2008年5月1日   | SoftBank 3G （S!アプリ）           | エグゼクリエイト | エグゼクリエイト       | ダウンロード （遊んで★ファンタジア） | -    |      |
| 3   | ソル：モナージュ ソニアの章 新たなる旅立ち編 | 2008年6月2日   | SoftBank 3G （S!アプリ）           | エグゼクリエイト | エグゼクリエイト       | ダウンロード （遊んで★ファンタジア） | -    |      |
| 4   | ソル：モナージュ 3章 明かされる真実          | 2008年8月1日   | SoftBank 3G （S!アプリ）           | エグゼクリエイト | エグゼクリエイト       | ダウンロード （遊んで★ファンタジア） | -    |      |
| 5   | ソルモナージュ～剣士ソレイユ編               | 2008年10月24日 | FOMA903i、703iシリーズ （iアプリ） | エグゼクリエイト | コトブキソリューション | ダウンロード                         | -    |      |
| 6   | ソルモナージュ～第二章 新たなる旅立ち編      | 2008年11月21日 | FOMA903i、703iシリーズ （iアプリ） | エグゼクリエイト | コトブキソリューション | ダウンロード （ケムコスペース200）   | -    |      |
| 7   | ソルモナージュ～第三章 明かされる真実編      | 2008年12月19日 | FOMA903i、703iシリーズ （iアプリ） | エグゼクリエイト | コトブキソリューション | ダウンロード （ケムコスペース200）   | -    |      |

## スタッフ
- プランナー：佐藤修　さとうしゅう
- チーフ・デザイナー：風上旬
- デザイナー：Great Choukei、Zurio
- チーフ・プログラマー：やまもとしゅんいち
- ビジュアル・プログラマー：いがこうじ
- ミュージック・コンポーザー：平嶋理経
- シナリオ：佐藤修　さとうしゅう
- シナリオ・アシスト：風上旬、やまもとしゅんいち
- B.G.スタイリング：Great Choukei、Zurio
- ビジュアル・スタイリング：いがこうじ
- ツール：やまもとしゅんいち
- テクニカル・コーディネーター：こばやしきよし、Fukuchan
- サウンド・アドバイザー：Jitta
- コミック「Develop's Dong!」「Minnade tsukuroh R.P.G」：風上旬
- レコーディング・プロデューサー：きもとはやと、さとうゆきお（FROM オフロード）
- レコーディング・エンジニア：安田慎一、かしまたかみつ（from FMサウンズ）
- サウンド・エフェクト：いしいうめお（from サウンドフリーク）
- コーオペレーション：青二プロダクション
- プロデューサー：Moto
- テクニカル・ディレクター：やまもとしんいち
- アート・ディレクター：風上旬
- ディレクター：佐藤修　さとうしゅう
- スペシャル・サンクス：アイレム・スタッフ

## 評価
ゲーム誌『ファミコン通信』の「クロスレビュー」では6・5・6・6の合計23点（満40点）、『月刊PCエンジン』では90・80・90・85・85の平均86点（満100点）、『電撃PCエンジン』では85・90・85・75の平均83.75点（満100点）、『PC Engine FAN』の読者投票による「ゲーム通信簿」での評価は以下の通りとなっており、21.9点（満30点）となっている。1998年に刊行されたゲーム誌『超絶 大技林 '98年春版』（徳間書店）では、「アイレムのファンクラブから立ち上がった作品。従来のRPGに対する不満を解決するためさまざまなアイデアを導入している。そのひとつが戦闘時のコマンド選択により、キャラの成長が決定するシステムだ」と紹介されている。
| 項目 | キャラクタ | 音楽 | お買得度 | 操作性 | 熱中度 | オリジナリティ | 総合 |
| 得点 | 3.9        | 3.6  | 3.5      | 3.5    | 3.6    | 3.9            | 21.9 |